# 一柳末周
一柳 末周（ひとつやなぎ すえちか）は、江戸時代後期の大名。播磨国小野藩8代藩主。官位は従五位下対馬守。

## 略歴
6代藩主・一柳末英の三男として江戸にて誕生。初名は英同。
文化9年（1812年）12月8日、先代藩主で兄の末昭が早世したため、その養嗣子となって跡を継いだ。文化10年10月1日、11代将軍徳川家斉に拝謁する。同年12月16日、従五位下対馬守に叙任する。
天保2年（1831年）11月23日、病気を理由に家督を長男・末延に譲って隠居し、嘉永5年（1852年）11月23日に江戸にて死去した。享年62。墓所は東京都渋谷区広尾の祥雲寺。

## 系譜
- 父：一柳末英（1758-1810）
- 母：不詳
- 養父：一柳末昭（1790-1812）
- 正室：藤堂高嶷の娘
  - 長男：一柳末延（1814-1855）
- 生母不明の子女
  - 女子：一柳直方正室
  - 女子：青木能次室
  - 四男：一柳末清 - 金森近典の養子